# Villa San José
Villa San José és un nucli de població (caserío) de l'Uruguai ubicat al sud del departament de Canelones. Es troba sobre el km. 26 de la ruta 6, 1 quilòmetre al sud-oest de l'encreuament amb la ruta 74, i 2 quilòmetres al nord-est de la ciutat de Toledo.

## Població
Segons les dades del cens de l'any 2004, Villa San José tenia 1.407 habitants.
| Any  | Població |
| ---- | -------- |
| 1963 | 381      |
| 1975 | 823      |
| 1985 | 893      |
| 1996 | 1.229    |
| 2004 | 1.407    |
| 2011 | 1.419    |

Font: Institut Nacional d'Estadística de l'Uruguai